# Conistra ragusae
Conistra ragusae är en fjärilsart som beskrevs av Failla-tedaldi 1890. Conistra ragusae ingår i släktet Conistra och familjen nattflyn. Inga underarter finns listade i Catalogue of Life.